# Borassodendron borneense
Borassodendron borneense är en enhjärtbladig växtart som beskrevs av John Dransfield. Borassodendron borneense ingår i släktet Borassodendron och familjen Arecaceae. Inga underarter finns listade i Catalogue of Life.